# 鳥売りの男 (メツーの絵画)
『鳥売りの男』（とりうりのおとこ、独: Der Geflügelverkäufer、英: The Poultry Seller）は、17世紀オランダ黄金時代の画家ハブリエル・メツーが1662年にオーク板上に油彩で制作した風俗画である。画面左側中央に画家の署名と制作年が記されている。作品は、ポーランド王アウグスト2世のためにダニエル・フリードリヒ・ラシュケが1723年以前に購入した。現在、ドレスデンのアルテ・マイスター絵画館に所蔵されている。

## 作品
市場や厨房を描いた作品は元来フランドル絵画に由来し、とりわけ16世紀のピーテル・アールツェンやヨアヒム・ブーケラールと関連づけられる。同じオランダの静物画家たちとは別に、ヘラルト・ドウなどライデンの精緻派 の画家たちは、フランドルの風俗画を小品として復活させた。そうした絵画では、市場の品々が小規模とはいえ最大限に表された。メツーの本作には、まさにそのように様々な品が画面の下辺と左辺に沿って描かれている。事物は精緻に描かれ、部分的に光の陰のコントラストにより強調されている。また、それぞれの事物の表面の描写には同様の注意が払われている。
左側に座っている老人が、上品な服装の若い女性に雄鶏を差し出している。一見すると、市場の風景に見えるこの光景は、実際には姦通に対する道徳的な警告である。鳥は生死を問わず複数の性的な意味合いを持ち、それは画面下部の野ウサギなどの死んだ獲物や鳥籠も同様であった。鳥や野ウサギを性欲と結びつけるようなオランダの言葉は数多く存在する。

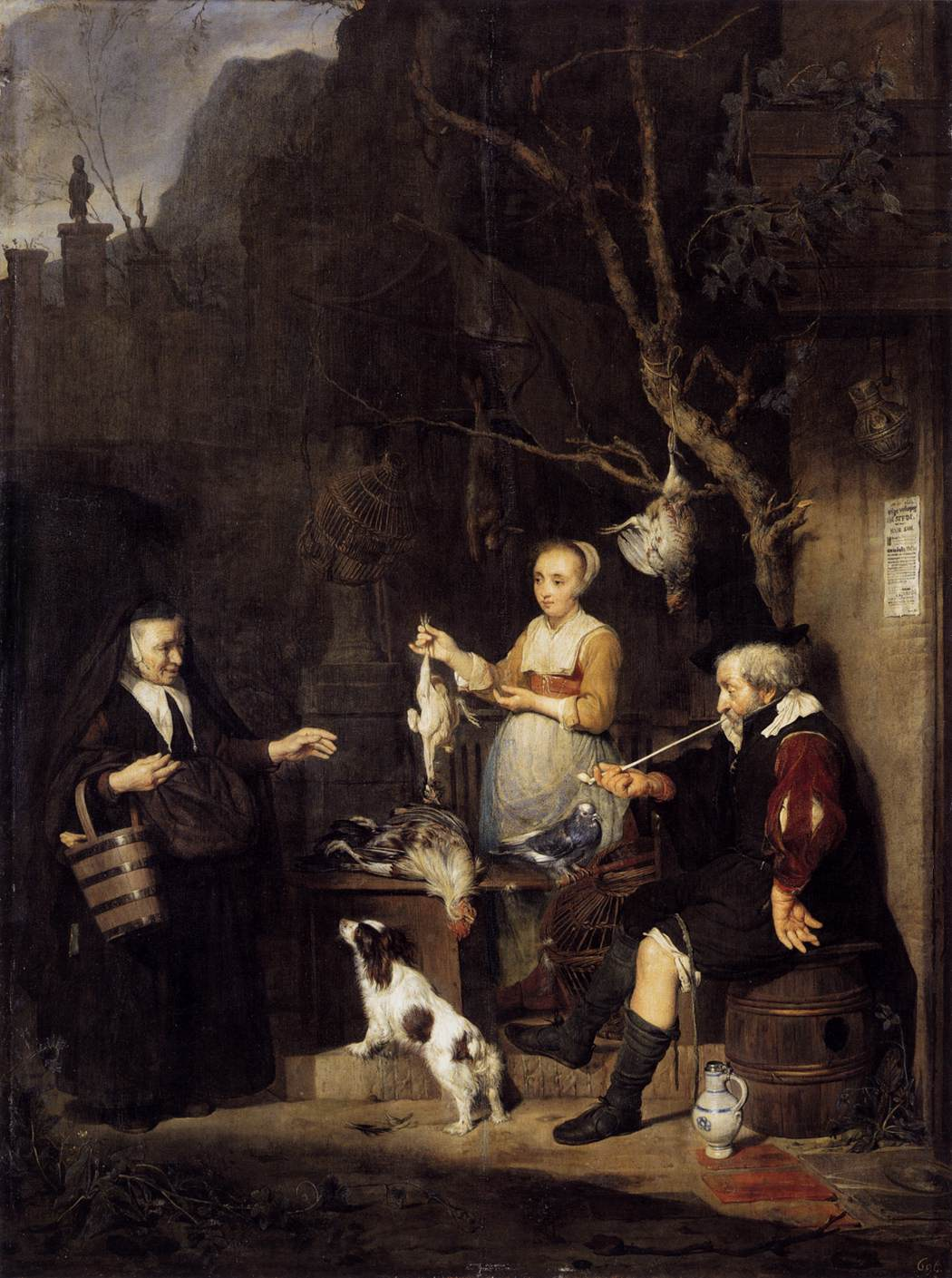
ハブリエル・メツー『鳥売りの女』 (1662年)、アルテ・マイスター絵画館、ドレスデン

画面の男性はおそらく、ヘンネターステル (本来は鶏が卵を産むかどうか調べる人、後に婚外求愛をする人) やフォーヘラール (鳥を捕る人、あるいは女性にいい寄る人) として表現されている。彼はどこか滑稽であるが、老人の好色さは道徳に反するものと見なされていた。一方、若い女性は社会的身分の高さを示しているような豪華なドレスに身を包んでいるものの、娼婦であることを示す要素もある。たとえば、彼女は、手の仕草で代価を要求している。さらに籠の中の鳥はリヒテコーイといい、これは娼婦を表す言葉であった。
本作は、同じくアルテ・マイスター絵画館に所蔵されている『鳥売りの女』と大きさと制作年が同じであり、その類似性からメツーにより対作品として扱われた可能性が十分にある。本作は町を舞台に主人公を男性にしている一方、『鳥売りの女』は村を舞台に女性を主人公にしている。どちらの作品でも、画面の端から中央にかけて長い枝を伸ばしている枯れ木が見える。プリニウスの『博物誌』によれば、これは堕落した女性との交際や不道徳な恋愛への警告である。両作品の枯れ木の下には、片膝をむき出しにしている老人が座っている。彼は身だしなみに気を遣っていないことから、おそらくこれは道徳の欠如を示しているのであろう。なお、両作品に登場する犬は同じスパニエル犬である。
メツーは複数の意味に解釈できる多義的な情景を描くことで知られており、そうした作品では「日常」の情景の背後に、真実の、時に衝撃的な意味が隠されている。しかし、そうした道徳的なメッセージはユーモラスな方法で伝えられている。